# مارینا (سن دیگو)
مارینا (به انگلیسی: Marina) یک منطقهٔ مسکونی در ایالات متحده آمریکا است که در سن دیگو واقع شده‌است. مارینا ۳٬۸۹۴ نفر جمعیت دارد.

## جغرافیا
این منطقه از شمال با ناحیه کلمبیا، از شرق / جنوب شرقی با محله گاسلامپ همسایه است. این منطقه قبلاً مملو از انبارها و فضاهای خالی بود، اما اکنون در آن هتل های بلند و بلند، آپارتمان ها، کانکس ها، مطب های پزشکی و خرده فروشی های بسیاری قرار دارد.